# SBB (Wołanie o brzęk szkła)
SBB (tzw. Wołanie o brzęk szkła) – studyjny album grupy SBB, wydany w 1978 roku przez czechosłowacką wytwórnię Supraphon.
Rok później na rynek zachodnioniemiecki ukazała się reedycja Slovenian Girls, wydany przez firmę Omnibus.

## Lista utworów

### SBB(tzw.Wołanie o brzęk szkła) (1978)
Źródło:
Strona A
1. "Wołanie O Brzęk Szkła"  (muz. J. Skrzek, sł. J. Matej) – 19:10

Strona B
1. "Odejście" (muz. J. Skrzek, sł. J. Matej) – 19:47

Bonusowe utwory dodane do wydania Supraphon (2003)
1. "Bitwy Na Obrazach" (muz. J. Skrzek, sł. J. Matej) – 3:48
2. "Uścisk W Dołku" (muz. J. Skrzek) – 3:38

Bonusowe utwory dodane do wydania Metal Mind (2005)
1. "Bitwy Na Obrazach" (muz. J. Skrzek, sł. J. Matej) – 3:48
2. "Uścisk W Dołku" (muz. J. Skrzek) – 3:38
3. "Muzykowanie Latem" (muz. J. Skrzek) – 16:50
4. "Fikołek" (muz. J. Skrzek) – 14:53

### Slovenian Girls(1979)
Źródło:
Strona A
1. "Julia" (muz. J. Skrzek, sł. J. Matej) – 18:50

Strona B
1. "Anna" (muz. J. Skrzek, sł. J. Matej) – 19:30

## Skład
- Józef Skrzek – śpiew, syntezator, instrumenty klawiszowe, harmonijka ustna
- Apostolis Anthimos – gitary, bouzouki
- Jerzy Piotrowski – perkusja, instrumenty perkusyjne

Gościnnie
- Tomasz Szukalski – saksofon (utwory: Muzykowanie Latem, Fikołek)